# St. Nikolaus (Čečovice)

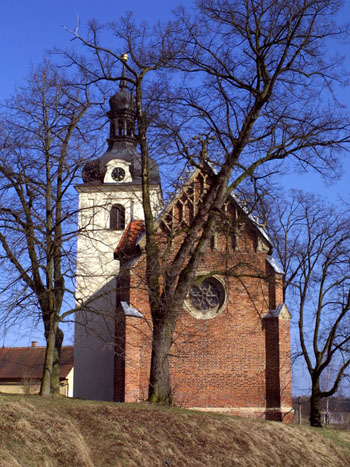
Westansicht der St. Nikolaus-Kirche

Die St.-Nikolaus-Kirche ist eine gotische römisch-katholische Kirche aus dem 14. Jahrhundert in Čečovice (deutsch Zetschowitz) im Okres Plzeň-jih (Bezirk Pilsen-Süd). Seit 1999 ist sie als Nationales Kulturdenkmal ausgewiesen. Kirchenpatron ist der hl. Nikolaus von Myra.

## Geschichte
An der Stelle der Kirche, unweit der mittelalterlichen Burg der Herren von Velhartice, befand sich ab dem 12. Jahrhundert eine Begräbnisstätte. Funde deuten darauf hin, dass auch ein hölzerner Vorgängerbau bestand.
In den Jahren 1340–1360 veranlasste Karl IV. von den Herren von Velhartice den Bau der gotischen Kirche.
Die Kirche befand sich in einem sehr schlechten Zustand, wurde aber in den Jahren von 1999 bis 2000 vorbildlich renoviert.
Im Jahr 1999 wurde die Kirche als außergewöhnliches Beispiel gotischer Architektur in Tschechien zum Nationalen Kulturdenkmal erklärt.

## Baubeschreibung

### Grundriss
Das einschiffige Kirchengebäude wird im Osten von einer polygonalen Apsis abgeschlossen. Ausgeführt ist die St.-Nikolaus-Kirche in Čečovice aus roten Ziegeln mit Dekorelementen aus Sandstein. Der Zugang in die Kirche erfolgt durch ein südseitiges Portal mit Wimperg. Nordseitig ist der Kirchturm angebaut, der im Erdgeschoss als Sakristei dient. An der Westseite besteht eine von einer zentralen Säule abgestützte Empore, die über eine an der Nordseite angebaute Treppe zugänglich ist.

### Gotische Steinmetzarbeiten
Von herausragender Qualität sind die Steinmetzarbeiten. Man nimmt anhand der Morphologie an, dass sie von Handwerkern ausgeführt wurden, die auch am Regensburger Dom und der gotischen Stadtpfarrkirche Johannes der Täufer in Nabburg beteiligt waren. Detailreich in Stein ausgeführt wurden beispielsweise der figurale Fries der Leiste unter dem Dach sowie im Inneren die Nischen für die Statuen und die Konsolen und die Vorderseite der Empore.